# Embrasse-moi, idiot (film, 1964)
Cet article concerne le film de Billy Wilder. Pour le film de Frank Powell, voir Embrasse-moi, idiot.
Pour les articles homonymes, voir Embrasse-moi, idiot.
Pour plus de détails, voir Fiche technique et Distribution.
Embrasse-moi, idiot (titre original : Kiss Me, Stupid) est un film américain réalisé par Billy Wilder sorti en 1964.

## Synopsis
Orville Spooner et Barney Milsap habitent à Climax, Nevada. L’un donne des leçons de piano, l’autre est garagiste. Tous deux composent des chansons. Un jour Dino, chanteur de charme sur le retour, s’arrête à Climax. Barney sabote sa voiture de façon à lui faire passer la nuit chez Orville, où il pourra écouter leurs compositions. Mais Orville est extrêmement jaloux de sa femme, Zelda, et Dino est un grand séducteur. Barney a alors l’idée de faire jouer le rôle de Zelda à Polly, une prostituée locale.

## Fiche technique
- Titre original : Kiss Me, Stupid
- Titre français : Embrasse-moi, idiot
- Réalisation : Billy Wilder
- Scénario : I. A. L. Diamond, Billy Wilder, adapt. d'Anna Bonacci (it)
- Direction artistique : Alexandre Trauner
- Costumes : Irene Caine, Wes Jefferies ; Bill Thomas (non crédité)
- Photographie : Joseph LaShelle
- Montage : Daniel Mandell
- Musique : André Previn, Ira Gershwin
- Production : Billy Wilder et Doane Harrison (associé)
- Sociétés de production : The Mirisch Corporation, Phalanx Productions, Claude Productions
- Sociétés de distribution : Lopert Pictures Corporation, United Artists
- Genre : Comédie
- Pays de production :  États-Unis
- Format : Noir et blanc - 35 mm - 2,35:1 (CinémaScope) - son mono
- Durée : 126 minutes
- Dates de sortie :
  - États-Unis : 22 décembre 1964
  - France : 3 février 1965
- Affiche : Jean Mascii (France)

## Distribution
- Dean Martin (VF : Jean-Claude Michel) : Dino
- Kim Novak (VF : Nadine Alari) : « Polly the Pistol » (« Polly le volcan » en VF[1])
- Ray Walston (VF : Michel Roux) : Orville J. Spooner
- Felicia Farr : Zelda Spooner
- Cliff Osmond (en) (VF : Jacques Dynam) : Barney Milsap
- Barbara Pepper : Big Bertha
- Doro Merande : Mme Pettibone
- Howard Mc Near : M. Pettibone
- Henry Gibson : Smith
- Tom Nolan (en) : Johnnie Mulligan
- Alice Pearce : Mrs. Mulligan
- John Fiedler : Reverend Carruthers
- Cliff Norton (en) : Mack Gray
- Mel Blanc : Dr. Sheldrake
- Alan Dexter : Wesson
- James Ward : le laitier

## Autour du film
- Le film est librement adapté de la pièce d'Anna Bonacci (it), L'Ora della Fantasia. La pièce avait été traduite en français sous le titre L'Heure éblouissante et montée dans une mise en scène  de Fernand Ledoux en 1953 avec Jeanne Moreau, au  Théâtre Antoine[2].

- L'histoire constitue en quelque sorte la suite d'une comédie du même réalisateur portant sur la jalousie : Sept Ans de réflexion. À l'origine, le rôle de Polly avait  d'ailleurs été tout spécialement écrit pour Marilyn Monroe mais l'actrice mourra en 1962.

- Le tournage avait débuté sous le titre de The Dazzling Hour  avec Peter Sellers dans le rôle d'Orville Spooner. Mais, quelques semaines plus tard, le comédien britannique eut une crise cardiaque et dut être remplacé par Ray Walston. Ray Watson, que Billy Wilder avait dirigé dans La Garçonnière , fut choisi comme remplaçant. Quand il est arrivé toutes les scènes tournées avec Sellers ont dû être refaites[3].

- La séquence d'ouverture de Dean Martin sur scène au Copa Room du Sands Hotel puis quittant la ville, tandis que des ouvriers enlèvent les lettres formant le mot DINO sur l'enseigne du casino fut tournée  alors que Dean  Martin se produisait réellement au Sands. Comme la Dual-Ghia décapotable avec laquelle il arrive à Climax était sa voiture dans la vie.

- Dean Martin joue son propre rôle dans ce film en s'autoparodiant[4]. Il est un précurseur de ces rôles comiques pas toujours très flatteurs.
- « Embrasse-moi, idiot ! » (« Kiss me, stupid ! ») est la dernière réplique du film. Elle est adressée par Zelda à Orville.
- Le morceau "I'm a Poached Egg Without a Piece of Toast" présenté dans le film comme une composition du comparse d'Orville, Barney, est de Ira et George Gershwin ainsi que la chanson " Sophia" qui est en réalité une nouvelle version de  "Wake Up, Brother, and Dance" de Ira et George Gershwin  datant de 1937.

- Le film est l'occasion pour Billy Wilder de se moquer du  vieux code de censure (dit code Hays , du nom d'un sénateur très puritain qui règlementa dans les années 1930 les films d'Hollywood). Plusieurs scènes avec Dean Martin et Kim Novak ont lieu dans un bar à hôtesses nommé le Belly Button, car les serveuses s'y exhibent en tenue très légères mais avec le nombril (belly button en langage familier) caché par un faux diamant ornemental. Selon le (très tatillon) code Hays , montrer le nombril d'une femme dans un film était prohibé, car trop ouvertement érotique... Lors d'un déhanchement suggestif, Kim Novak perd son ornement de nombril et s'exclame : "excusez moi, je ne peux pas continuer" tandis que le film s'interrompt par un fondu au noir assorti d'une pancarte exprimant les excuses du metteur en scène pour un "regrettable incident technique" avant que le film ne reprenne, montrant l'actrice en train de rajuster son cache-nombril. Dans la version sous-titrée, le nom de la ville Climax (orgasme) est traduit par Jouy.
- Nombre de répliques du film sont  à double sens[3].
- La Ligue pour la vertu ( National Legion of Decency connue également comme Catholic Legion of Decency) classa le film en catégorie C (condamné) . Le dernier film américain classé en C était Baby Doll en 1956.
- Le film, vilipendé par la critique en son temps, fut un échec public à sa sortie.

- Jean-Pierre Coursodon et Bertrand Tavernier affirment que c'est le film de Wilder « le plus honnête, le plus profond, et finalement le plus optimiste »[5].